# Bôrčianské sedlo
Bôrčanské sedlo (też: Bôrčanske sedlo; 670 m n.p.m.) – przełęcz w Krasie Słowacko-Węgierskim na Słowacji, oddzielająca Płaskowyż Borczański (słow. Bôrčianská planina) na północy od Płaskowyżu Górnego Wierchu na południu. Nazwa od wsi Bôrka, położonej na zachód od przełęczy.
Od północy i południa ponad przełęcz wznoszą się stromo na wysokość 150–170 m zbocza obu wymienionych wyżej płaskowyżów. W kierunku wschodnim spod przełęczy opada wąska i dość głęboka Baksova dolina, którą spływa Baksovy potok. Od strony zachodniej pod Przełęcz Borczańską podchodzi wschodni koniec tzw. Bruzdy Borczańskiej (słow. Bôrčianská brázda). Okresowe cieki wodne spływające spod przełęczy na zachód zasilają źródłowy tok rzeki Čremošná.
Stoki, opadające z obu płaskowyżów ku przełęczy, budują głównie pochodzące z triasu jasne, masywne wapienie tzw. wettersteinskie, natomiast samo siodło przełęczy wycięte jest już w niekrasowiejących, również triasowych, piaskowcach i marglistych łupkach.
Z zachodu na wschód przez przełęcz biegnie wąska droga asfaltowa z Bôrki do dawnej leśniczówki w Dolinie Zadzielskiej (słow. Zádielska dolina). Nieco poniżej siodła przełęczy po stronie Bôrki, tuż nad drogą (664 m n.p.m.), murowana kapliczka w otoczeniu kilku starych drzew, a w siodle grób nieznanego partyzanta z czasów II wojny światowej.
Przez przełęcz biegnie czerwono znakowany szlak turystyczny z Doliny Zadzielskiej na Płaskowyż Górnego Wierchu i nim na Przełęcz Jabłonowską (słow. Jablonovské sedlo).